# Nadège Ait-Ibrahim
Nadège Ait-Ibrahim, née le 1er mai 1988 à Fréjus, est une karatéka franco-algérienne.
Elle est championne du monde de kumite en plus de 68 kg en 2012  ; elle est aussi médaillée d'argent par équipe en 2014, médaillée d'argent individuelle en 2010 et médaillée de bronze par équipe en 2008. Elle est aussi médaillée d'argent aux Jeux mondiaux de 2013.
Aux Championnats d'Europe de karaté, elle remporte le titre en kumite de plus de 68 kg en 2011, deux médailles d'argent (en kumite en plus de 68 kg en 2014 et par équipe en 2013) et deux médailles de bronze en kumite de plus de 68 kg (2012 et 2015).
Elle est entraînée par son père Nasserdhin et a deux sœurs karatékas, Sarah et Maude,,.

## Palmarès

### avec la France
| Année | Compétition                          | Lieu  | Résultat | Catégorie         |
| ----- | ------------------------------------ | ----- | -------- | ----------------- |
| 2008  | Championnats du monde de karaté 2008 |       | 3e       | Kumite par équipe |
| 2010  | Championnats du monde de karaté 2010 |       | 2e       | Kumite +68 kg     |
| 2011  | Championnats d'Europe de karaté 2011 |       | 1re      | Kumite +68 kg     |
| 2012  | Championnats du monde de karaté 2012 | Paris | 1re      | Kumite +68 kg     |
| 2012  | Championnats d'Europe de karaté 2012 |       | 3e       | Kumite +68 kg     |
| 2013  | Jeux mondiaux de 2013                |       | 2e       | Kumite +68 kg     |
| 2013  | Championnats d'Europe de karaté 2013 |       | 2e       | Kumite par équipe |
| 2014  | Championnats d'Europe de karaté 2014 |       | 2e       | Kumite +68 kg     |
| 2014  | Championnats du monde de karaté 2014 |       | 2e       | Kumite par équipe |
| 2015  | Championnats d'Europe de karaté 2015 |       | 3e       | Kumite +68 kg     |

### Avec l'Algérie
| Année | Compétition            | Lieu  | Résultat | Catégorie         |
| ----- | ---------------------- | ----- | -------- | ----------------- |
| 2019  | Jeux africains de 2019 | Rabat | 3e       | Kumite par équipe |